# Tiki Data
Tiki Data era un produttore di microcomputer con sede a Oslo in Norvegia, attivo tra il 1983 e il 1996.

## Storia
La compagnia fu fondata nel 1983 da Lars Monrad-Krohn e Gro Jørgensen con l'obbiettivo di entrare nel mercato emergente dei computer e più precisamente nel settore educativo.
La Tiki Data lanciò sul mercato il modello di home computer Tiki 100 e iniziò a pubblicare software per il settore dell'educazione.
A seguito dell'impatto sul mercato dovuto al lancio degli IBM PC, la compagnia iniziò in seguito a vendere PC IBM compatibili.
La Tiki Data fu acquisita dalla Merkantildata e cessò di esistere nel 1996.